# Sesheke
Sesheke é uma cidade e um distrito da Zâmbia, localizados na província Ocidental.